# Franko Škugor
Franko Škugor (Šibenik, 20 september 1987) is een Kroatisch tennisspeler. Hij heeft zes ATP-toernooien gewonnen in het dubbelspel. Tevens was hij driemaal verliezend finalist in een ATP-toernooi in het dubbelspel. Hij heeft twee challengers in het enkelspel en tien in het dubbelspel op zijn naam staan.

## Palmares
| Legenda                       | Legenda               |
| ----------------------------- | --------------------- |
| Grand Slam                    |                       |
| Olympische Spelen             |                       |
| tot 2009                      | vanaf 2009            |
| Tennis Masters Cup            | ATP Finals            |
| ATP Masters Series            | ATP Tour Masters 1000 |
| ATP International Series Gold | ATP Tour 500          |
| ATP International Series      | ATP Tour 250          |

### Enkelspel
| Nr.                  | Datum           | Toernooi | Ondergrond | Tegenstander in finale | Score         |
| -------------------- | --------------- | -------- | ---------- | ---------------------- | ------------- |
| Gewonnen challengers |                 |          |            |                        |               |
| 1.                   | 8 augustus 2010 | Peking   | Hardcourt  | Laurent Recouderc      | 3-6, 6-4, 6-3 |
| 2.                   | 3 mei 2015      | An-Ning  | Gravel     | Gavin Van Peperzeel    | 7-5, 6-2      |

### Mannendubbelspel
| Nr.                              | Datum             | Toernooi         | Ondergrond    | Partner               | Tegenstanders in finale               | Score                  |         |
| -------------------------------- | ----------------- | ---------------- | ------------- | --------------------- | ------------------------------------- | ---------------------- | ------- |
| gewonnen finales herendubbel     |                   |                  |               |                       |                                       |                        |         |
| 1.                               | 29 april 2018     | ATP Boedapest    | Gravel        | Dominic Inglot        | Matwé Middelkoop Andrés Molteni       | 6-7(8), 6-1, [10-8]    | Details |
| 2.                               | 16 juni 2018      | ATP Rosmalen     | Gras          | Dominic Inglot        | Raven Klaasen Michael Venus           | 7-6(3), 7-5            | Details |
| 3.                               | 28 oktober 2018   | ATP Bazel        | Hardcourt (i) | Dominic Inglot        | Alexander Zverev Mischa Zverev        | 6-2, 7-5               | Details |
| 4.                               | 13 april 2019     | ATP Marrakesh    | Gravel        | Jürgen Melzer         | Matwé Middelkoop Frederik Nielsen     | 6-4, 7-6(6)            | Details |
| 5.                               | 21 april 2019     | ATP Monte Carlo  | Gravel        | Nikola Mektić         | Robin Haase Wesley Koolhof            | 6-7(3), 7-6(3), [11-9] | Details |
| 6.                               | 13 september 2020 | ATP Kitzbühel    | Gravel        | Austin Krajicek       | Marcel Granollers Horacio Zeballos    | 7-6(5), 7-5            | Details |
| verloren finales herendubbel     |                   |                  |               |                       |                                       |                        |         |
| 1.                               | 27 juli 2014      | ATP Umag         | Gravel        | Dušan Lajović         | František Čermák Lukáš Rosol          | 4-6, 6-7(5)            | Details |
| 2.                               | 30 juli 2017      | ATP Gstaad       | Gravel        | Jonathan Eysseric     | Oliver Marach Philipp Oswald          | 3-6, 6-4, [8-10]       | Details |
| 3.                               | 6 oktober 2019    | ATP Tokio        | Hardcourt     | Nikola Mektić         | Nicolas Mahut Édouard Roger-Vasselin  | 6-7(7), 4-6            | Details |
| Gewonnen challengers herendubbel |                   |                  |               |                       |                                       |                        |         |
| 1.                               | 21 januari 2013   | Bucaramanga      | Gravel        | Marcelo Demoliner     | Sergio Galdós Marco Trungelliti       | 7-6(8), 6-2            |         |
| 2.                               | 9 juni 2013       | Arad             | Gravel        | Antonio Veić          | Facundo Bagnis Julio César Campozano  | 7-6(5), 4-6, [11-9]    |         |
| 3.                               | 18 augustus 2013  | Cordenons        | Gravel        | Marin Draganja        | Norbert Gombos Roman Jebavý           | 6-4, 6-4               |         |
| 4.                               | 8 juni 2014       | Arad             | Gravel        | Antonio Veić          | Radu Albot Artem Sitak                | 6-4, 7-6(3)            |         |
| 5.                               | 29 juni 2014      | Marburg          | Gravel        | Jaroslav Pospíšil     | Diego Schwartzman Horacio Zeballos    | 6-4, 6-4               |         |
| 6.                               | 14 augustus 2016  | Gatineau         | Hardcourt     | Tristan Lamasine      | Jarryd Chaplin John-Patrick Smith     | 6-3, 6-1               |         |
| 7.                               | 2 oktober 2016    | Orleans          | Hardcourt (i) | Nikola Mektić         | Ariel Behar Andrei Vasilevski         | 6-2, 7-5               |         |
| 8.                               | 9 april 2017      | Sophia Antipolis | Gravel        | Tristan Lamasine      | Uladzimir Ignatik Jozef Kovalík       | 6-2, 6-2               |         |
| 9.                               | 23 april 2017     | Taipei           | Tapijt (i)    | Marco Chiudinelli     | Sanchai Ratiwatana Sonchat Ratiwatana | 4-6, 6-2, [10-5]       |         |
| 10.                              | 7 mei 2017        | Ostrava          | Gravel        | Jeevan Nedunchezhiyan | Rameez Junaid Lukáš Rosol             | 6-3, 6-2               |         |

## Resultaten grandslamtoernooien
| Legenda | Legenda                          |
| ------- | -------------------------------- |
| g.t.    | geen toernooi gehouden           |
| l.c.    | lagere categorie                 |
| –       | niet deelgenomen                 |
| G       | uitgeschakeld in de groepsfase   |
| 1R      | uitgeschakeld in de eerste ronde |
| 2R      | uitgeschakeld in de tweede ronde |
| 3R      | uitgeschakeld in de derde ronde  |
| 4R      | uitgeschakeld in de vierde ronde |
| KF      | uitgeschakeld in de kwartfinale  |
| HF      | uitgeschakeld in de halve finale |
| F       | de finale verloren               |
| W       | het toernooi gewonnen            |
| w-v     | winst/verlies-balans             |

### Enkelspel
| grandslamtoernooien  |     |
| Australian Open      | –   |
| Roland Garros        | –   |
| Wimbledon            | 1R  |
| US Open              | –   |
| olympisch            |     |
| Olympische Spelen    | –   |
| statistieken         |     |
| totaal aantal titels | 0   |
| eindejaarsranking    | 215 |

### Mannendubbelspel
| Grandslamtoernooien  |      |      |      |      |    |
| Australian Open      | –    | 2R   | 2R   | 3R   | –  |
| Roland Garros        | –    | 1R   | 1R   | 2R   | KF |
| Wimbledon            | HF   | HF   | 3R   | g.t. |    |
| US Open              | 1R   | 3R   | 2R   | 1R   |    |
| ATP Masters 1000     |      |      |      |      |    |
| Indian Wells         | –    | 1R   | KF   | g.t. |    |
| Miami                | –    | 1R   | 2R   | g.t. | 1R |
| Monte Carlo          | –    | –    | W    | g.t. | –  |
| Madrid               | –    | 2R   | 2R   | g.t. | –  |
| Rome                 | –    | –    | 2R   | 1R   | 2R |
| Montreal/Toronto     | –    | –    | 1R   | g.t. |    |
| Cincinnati           | –    | –    | 1R   | 1R   |    |
| Shanghai             | –    | 2R   | 1R   | g.t. |    |
| Parijs               | –    | 2R   | 1R   | 2R   |    |
| Olympische Spelen    |      |      |      |      |    |
| Olympische Spelen    | g.t. | g.t. | g.t. | g.t. |    |
| Statistieken         |      |      |      |      |    |
| Totaal aantal titels | 0    | 3    | 2    | 1    | 0  |
| Eindejaarsranking    | 42   | 28   | 35   | 30   |    |